# Leszek Hensel
Leszek Jerzy Hensel (ur. 11 listopada 1953 w Poznaniu) – polski filolog i historyk, znawca Europy Środkowo-Wschodniej, ambasador w Bośni i Hercegowinie (2001–2005) oraz w Bułgarii (2010–2014).

## Życiorys
Urodził się w rodzinie Marii i Witolda Henslów.  Brat Zdzisława, Wojciecha i Barbary Hensel-Moszczyńskiej.
Ukończył studia z dziedziny filologii węgierskiej na Uniwersytecie Warszawskim, a w 1985 uzyskał doktorat w Instytucie Badań Literackich Polskiej Akademii Nauk. W latach 1986–1990 sprawował funkcję kierownika Pracowni Literatur Zachodniosłowiańskich Instytutu Slawistyki PAN. Był związany z podziemnym czasopismem niepodległościowym „Obóz” jako członek redakcji oraz „Biuletynem Informacyjnym Obozu” jako współpracownik. Uczestniczył w Festiwalu Niezależnej Kultury Czechosłowackiej we Wrocławiu w 1989.
W 1990 rozpoczął pracę jako kierownik Wydziału Konsularnego Ambasady RP w Budapeszcie (I sekretarz, następnie radca), później był naczelnikiem Wydziału Europy Środkowej w Departamencie Europy Ministerstwa Spraw Zagranicznych (1995–1997) oraz radcą Ambasady RP w Lublanie i zastępcą ambasadora (1997–2001). W latach 2001–2005 pełnił funkcję Ambasadora RP w Bośni i Hercegowinie.
Po powrocie do kraju pełnił obowiązki naczelnika Wydziału Ruchu Osobowego i Współpracy Europejskiej Departamentu Konsularnego i Polonii MSZ (2005–2006), radcy-ministra w Departamencie Promocji (2006–2008). Od 2008 pozostaje ambasadorem tytularnym oraz Narodowym Koordynatorem Współpracy Wyszehradzkiej w Departamencie Europy Środkowej i Południowej MSZ. 7 września 2010 mianowany został ambasadorem RP w Bułgarii, którą to funkcję pełnił do roku 2014. Na koniec kadencji odznaczony Orderem Jeźdźca z Madary I stopnia.
Był członkiem Rady Ekspertów Międzynarodowego Funduszu Wyszehradzkiego, Narodowym Koordynatorem Platformy Kultury Europy Środkowej oraz koordynatorem Forum Polsko-Czeskiego.

## Wybrane publikacje
- Leszek Hensel: Kultura szlachecka w Europie środkowo-wschodniej w I połowie XVIII wieku. Wrocław: Zakład Narodowy im. Ossolińskich, 1986, s. 276. ISBN 83-04-02208-7.
- Leszek Hensel: Niezwykła przygoda Czerwonego Kapturka, czyli o tym jak polubić Węgry. Włodzimierz Terechowicz (il.). Warszawa: Nasza Księgarnia, 1987, s. 56. ISBN 83-10-08941-4.